# Національна бібліотека Парагваю
Національна бібліотека Парагваю — найбільша наукова бібліотека Парагваю, яка відповідає за збирання та охорону документальної спадщини, створеної в Парагваї, а також закордонних побулікацій, пов'язаних з Парагваєм. Бібліотека підпорядкована Головному управлінню культурних цінностей і послуг Генерального секретаріату культури. Бібліотека заснована 1887 році, а з 1959 року знаходиться у своєму нинішньому приміщенні. Бібліотека має в своєму складі Парагвайське агентство ISBN. Розташована в столиці держави місті Асунсьйон.
Вона входить до Асоціації іберо-американських держав з розвитку національних бібліотек Іберо-Америки (ABINIA).